# Droga wojewódzka 451
Die Droga wojewódzka 451 (DW 451) ist eine 15 Kilometer lange Droga wojewódzka (Woiwodschaftsstraße) in der polnischen Woiwodschaft Niederschlesien und der Woiwodschaft Opole, die Bierutów mit Namysłów verbindet. Die Strecke liegt im Powiat Oleśnicki und im Powiat Namysłowski.

## Streckenverlauf
Woiwodschaft Niederschlesien, Powiat Oleśnicki
-  Bierutów (Bernstadt an der Weide, Bernstadt in Schlesien) (DW 396)

Woiwodschaft Opole, Powiat Namysłowski
- Pielgrzymowice (Neudorf b. Bernstadt)
- Wilków (Wilkau)
-  Namysłów (Namslau) (DK 39, DK 42, DW 454)

## Geschichte
Bis zur Umstrukturierung des Straßennetzes zum 1. Januar 2024 führte die DW 451 über Bierutów hinaus bis nach Oleśnica, wo sie über die 2018 bis 2020 gebaute Ostumfahrung die Anschlussstelle Oleśnica Pólnoc der S8 Wroclaw–Białystok erreichte und dort in die DK 25 überging. Dieser 17 Kilometer lange Abschnitt ist jetzt Teil der DW 396.